# Гурвич Леонід Соломонович
Леоні́д Соломонович Гу́рвич (або Леонід Гурвіц) (англ. Leonid Hurwicz; 21 серпня 1917, Москва — 24 червня 2008, Міннеаполіс) — американський економіст, почесний професор Університету Міннесоти, лавреат Нобелівської премії з економіки 2007 року (премію розділили також Ерік Мескін з Інституту поглиблених досліджень у Принстоні й Роджер Маєрсон з Чиказького університету). Працював в Комісії Коулза.

## Біографічні відомості
Гурвич народився 21 серпня 1917 року в Москві в сім'ї польських євреїв. Незабаром після жовтневого перевороту, 1919 року, родина втекла до Польщі. Закінчив Варшавський університет в 1938 році й поїхав вчитися в Лондонську школу економіки. 1939 року поїхав до Женеви, але вже 1 вересня 1939 року почалася Друга світова війна. Його сім'я поїхала від війни з Варшави і потрапила до радянських таборів. Йому пощастило більше, він прожив деякий час у Швейцарії й Португалії, звідки емігрував до США. Викладати в Університеті Міннесоти почав у 1951 році, а основоположну роботу з теорії оптимальних механізмів опублікував у 1959 році.
Гурвичу і його колегам вдалося створити теорію, що допомагає виявляти ефективні торгові механізми і схеми регулювання економіки, а також визначати, наскільки в тій або іншій ситуації необхідне втручання держави. Учені заклали основи теорії оптимальних механізмів і пояснювали процес оптимального розподілу ресурсів.
Президент Економетричного товариства (1969). Академік Американської академії мистецтв і наук (з 1965) і Національної академії наук США (з 1974). Нагороджений Національною науковою медаллю США (1990).
Гурвич був визнаний найстаршим лавреатом Нобелівської премії, побивши рекорд фізика Реймонда Девіса-молодшого, який удостоївся престижної нагороди в 88 років.

## Основні твори
- «Стохастичні моделі економічних коливань» (Stochastic Models of Economic Fluctuations, 1944);
- «Оптимальність і інформаційна ефективність розподілу ресурсів» (Optimality and Informational Efficiency in Resource Allocation, 1960);
- «Про інформаційно децентралізовані системи» (On Informationally Decentralized Systems, 1971);
- «Про розподіли, досяжні через рівновагу Неша» (On Allocations Attainable through Nash Equilibria, 1979);
- «Проєктування економічних механізмів» (Designing Economic Mechanisms, 2006, спільно з С. Рейтером).